# Corvus orru
El cuervo de Torres (Corvus orru) es una especie de ave paseriforme de la familia Corvidae propia de Australasia. Es un cuervo totalmente negro que se encuentra en Australia, Nueva Guinea, las Molucas y otras islas menores circundantes. 

## Taxonomía
El cuervo de Torres fue descrito por primera vez por el ornitólogo francés Charles Lucien Bonaparte en 1850.

## Descripción
El cuervo de Torres tiene el mismo tamaño (de 50 a 55 cm) que la corneja negra euroasiática, pero el cuervo de Torres tiene un pico más robusto y piernas un poco más largas. Tiene el típico iris blanco de las otras especies australianas y puede distinguirse  de la mayoría (excepto del cuervo chico) por las plumas blancas que se encuentran en el cuello y cabeza.

## Taxonomía
Se reconocen tres subespecies, según un orden filogenético de la lista del Congreso Ornitológico Internacional:
- Corvus orru latirostris Meyer, AB 1884 - ocupa las islas menores de la Sonda orientales;
- Corvus orru orru Bonaparte 1850 - se extiende por las Molucas, Nueva Guinea, archipiélago de las Luisiadas y Entrecasteaux;
- Corvus orru cecilae Mathews 1912 - se encuentra en el norte, oeste y centro de Australia.